# Museu d'Esperanto de Subirats
El Museu d'Esperanto de Subirats, conegut anteriorment com a Hispana Esperanto-Muzeo, va ser una col·lecció privada d'objectes relacionats amb l'idioma esperanto, situada a Sant Pau d'Ordal, al municipi de Subirats, Alt Penedès. El museu recopilava tot el material recollit durant molts anys per en Lluís Hernández Yzal (Barcelona, 1917 - Sant Pau d'Ordal (Subirats), 2002) amb l'ajuda de la seva dona, Teresa Massana.

## Història
El museu es va inaugurar l'any 1968, a les dependències de la farmàcia del poble, regentada pel mateix Lluís Hernández.
A causa del constant creixement del fons i la insuficiència d'espai, l'any 1974 es va comprar un terreny on es va construir un nou edifici que va acollir el museu. Amb la mort del fundador, l'any 2002, el museu va travessar un període d'inactivitat fins que el 10 d'abril de 2010 es va tornar a obrir oficialment al públic, mercès a una iniciativa impulsada per diferents agents: la família propietària del museu, el Patronat de Turisme de Subirats i l'Associació Catalana d'Esperanto. La reobertura va merèixer l'atenció d'una connexió en directe del Telenotícies de TV3.
El museu va romandre obert al públic, oferint visites guiades i concertades, fins a l'any 2020. L'any següent es va formalitzar la cessió de tot el material documental, bibliogràfic i els objectes del museu a l'ajuntament, culminant així un procés iniciat amb la catalogació completa de l'arxiu el 2020. Finalment, la col·lecció de l'antic museu es va traslladar l'arxiu municipal de Subirats, a la Plaça de l'1 d'Octubre de Sant Pau d'Ordal, on el 6 de juliol de 2024 es va inaugurar el Centre de documentació de l'esperanto.

## Fons
Es calcula que el museu contenia uns 15.000 butlletins i revistes d'esperanto corresponents a unes 400 capçaleres diferents. El nombre de llibres s'atansava als 8.000; l'apartat de cartells i fullets, principalment relacionats amb congressos, es calculava en uns 1.500. El conjunt de postals col·leccionades sumaven, entre les esperantistes i no esperantistes, 150.000 exemplars.
Entre els objectes més curiosos es podien trobar un rotllo de pel·lícula de format 9,5 mm que mostra les imatges d'un congrés català celebrat a Ripoll el 1935 i unes llibretes manuscrites pel mateix Ludwik Lejzer Zamenhof que contenen la traducció d'Els bandits, de Friedrich von Schiller.
També són interessants un conjunt d'ampolles de cava etiquetades en esperanto, els populars ŝlosiloj, petits manuals de butxaca per aprendre l'esperanto que es van editar en multitud de llengües, i algunes imatges de l'estada de Ludwik Lejzer Zamenhof a Barcelona el 1909.